# Christian Scherrer
Christian Scherrer (* 15. Februar 1970) ist ein Schweizer Segler, Trainer und Manager. Er war Teil des siegreichen Teams Alinghi am 31. America’s Cup 2003 und 2006 Sieger der World Match Racing Tour mit Peter Gilmour.

## Leben und Wirken
Scherrer ist seit den 1990er Jahren im professionellen Segelsport tätig. Er lernte als Bub das Segeln in einem Optimisten. Nach einer Lehre als kaufmännischer Angestellter in einer Handelsschule wurde er mit 21 Jahren von Pierre Fehlmann entdeckt und segelte seine erste Saison als Profi auf der Maxi Yacht Merit. Etwa zur gleichen Zeit begann er seine Ausbildung zum Segelmacher bei North Sails in England.
Nach zwei Saisons auf dem Maxi World Cup trat er 1993/94 einer Whitbread-Round-the-World-Race-Crew als Wachkapitän bei. Es folgten weitere internationale Hochseeregatten, unter anderem mit dem französischen Corum Sailing Team und auf den Maxi-One-Design-Yachten.
1994, während seiner ersten America’s-Cup-Kampagne, arbeitete Scherrer für One Australia in San Diego. Seitdem hat er an vier America’s-Cup-Kampagnen teilgenommen und war Teil des siegreichen Teams Alinghi 2003 in Auckland, Neuseeland.
Zwischen und nach seinen America’s-Cup-Einsätzen war Scherrer ein Trimmer, und er segelt auch gerne auf kleineren Booten im Grand-Prix- oder Match-Race-Bereich. Im Jahr 2006 gewann er zusammen mit Peter Gilmour die ISAF World Match Racing Championship und beendete das Jahr 2008 zusammen mit Sebastien Col als Vizeweltmeister.
Scherrer ist auch an Land Berater, Organisator von Veranstaltungen, Segelkommentator, Redner und Coach. Im Jahr 2004 schloss er sein Studium an der Zürcher Hochschule Winterthur mit einem Diplom für Sport und Management ab. Als Eventmanager leitete er danach das St. Moritz Match Race sowie den Volvo Match Race Cup. Er ist Gründer und Gesellschafter der Bluboats GmbH und seit 2007 Segelexperte des Schweizer Radio und Fernsehens. Seit 2015 ist Scherrer der Class Manager des GC32-Foiling-Katamarans und leitet als solcher auch die GC32 Racing Tour.
Seit 2018 war Scherrer Verwaltungsratsmitglied der Swiss Sailing Team AG, der Gesellschaft, die für den Verband Swiss Sailing den Leistungssport in der Schweiz betreut. Im Januar 2022 wechselte Scherrer auf die operative Seite der Swiss Sailing Team AG und übernahm die Leitung des Teams als CEO und Team-Leader für die Olympischen Sommerspiele 2024.
Scherrer ist verheiratet, hat zwei Kinder und lebt am Zürichsee in der Schweiz. Er spricht fünf Sprachen – Deutsch, Englisch, Französisch, Spanisch und Italienisch – und ist Mitglied im Segel-Club St. Moritz und im Gstaad Yacht Club.

## Erfolge
- America’s-Cup-Gewinner 2003[8]
- ISAF-Weltmeister im Match Race 2006 mit Peter Gilmour[9]
- Vize-ISAF-Weltmeister im Match Race (2008) mit Sebastien Col[9]
- Maxi-Yacht-Weltmeister 2018 in der Superyacht-Klasse[10]
- Maxi-Yacht-Weltmeister 2019 in der Supermaxi-Klasse[10]
- Gewinner der Copa del Rey 2008 mit Paul Cayard[11]
- Gewinner der Copa del Rey 2007 mit Murray Jones[11]
- 2. Platz beim Whitbread Round the World Race (1993-94)[12]